# Badolato
Badolato (calabrès Badulàtu) és un municipi italià, dins de la província de Catanzaro. L'any 2022 tenia 2855 habitants.

## Història

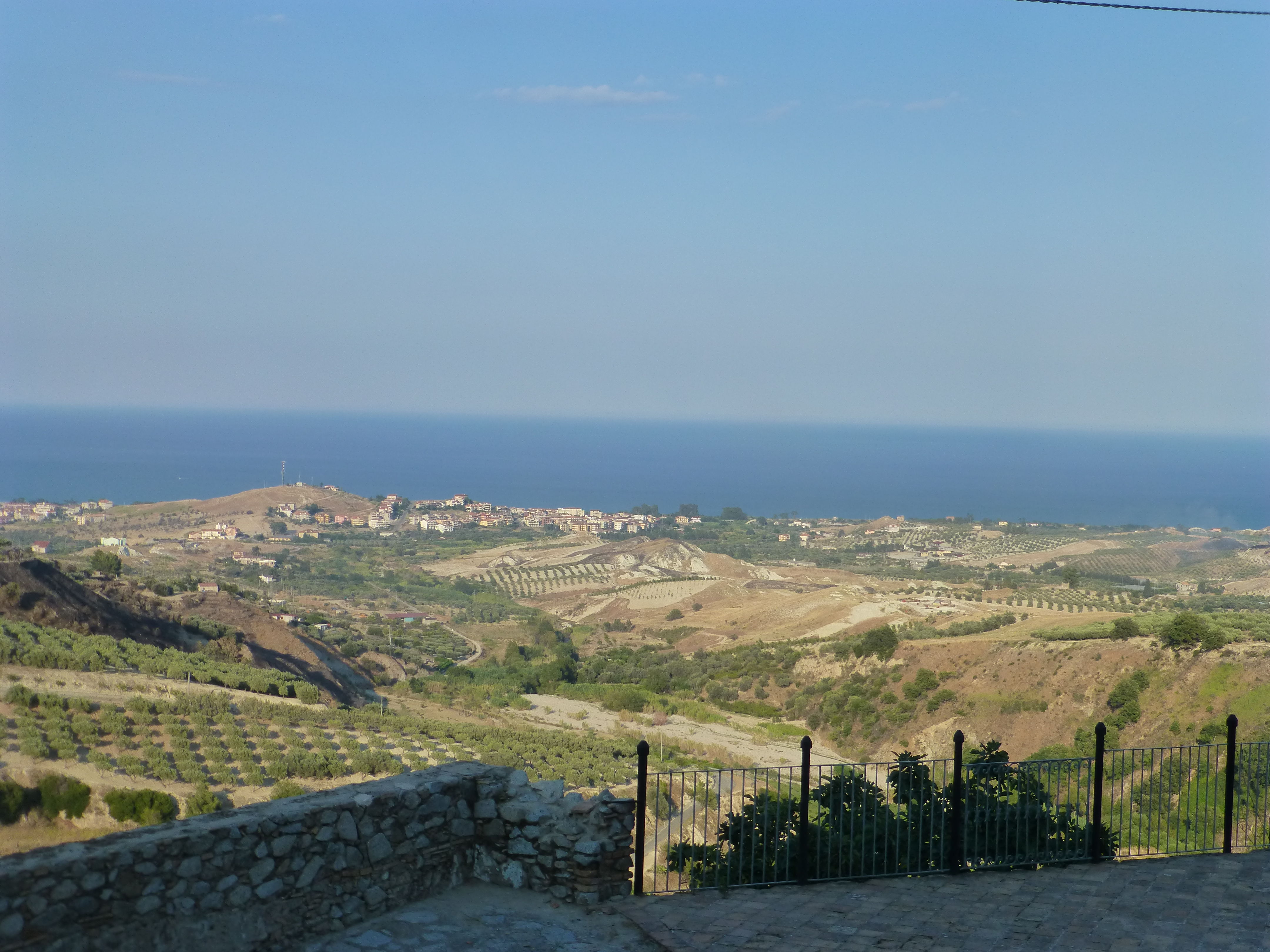
Panorama de Badolato Marina

Les arrels de Badolato es remunten al any 1080, quan Robert Guiscard va fer construir un castell fortificat. El 1269 els Angevins van concedir el feu a un home anomenat Filippo, qui va emprendre una guerra l'any següent contra el comte Ruffo de Catanzaro. se l'anno successivo intraprese una guerra con il conte Ruffo di Catanzaro. Els habitants, tancats al poble, van ser assetjats pel comte Ruffo, que finalment va aconseguir conquerir Badolato, que va romandre sota la seva casa fins al 1451. Després va passar a la família Di Francia i el 1454 el poble es va convertir en una baronia dels Toraldo, que van participar en la batalla de Lepant al 1571 i que van administrar Badolato fins al 1596. Després Badolato va passar als Ravaschieri (1596), als Pinelli (1692) i finalment als Pignatelli di Belmonte (1779), que el van cedir als Gallelli, els quals van mantenir el poder fins a la fi de la feudalitat al any 1806. Greument afectat al llarg de la seva història pels terratrèmols del 1640, del 1659 i del 1783, Badolato també va ser afectat en 1951 per una inundació.
Al 26 desembre de 1997 el vaixell turc Ararat s'encalla a pocs quilòmetres de les costes de Badolato. A bord hi viatjaven 825 migrants, principalment d'ètnia kurda, que inicialment van ser acollits al poble, marcant així l'inici d'una política d'acollida com a mitjà per fer front a la despoblació del poble.

## Demografia
| 1861 | 1871 | 1881 | 1901 | 1911 | 1921 | 1931 | 1951 | 1961 | 1971 | 1981 | 1991 | 2001 | 2011 |
| ---- | ---- | ---- | ---- | ---- | ---- | ---- | ---- | ---- | ---- | ---- | ---- | ---- | ---- |
| 3698 | 3969 | 3880 | 4556 | 4480 | 4482 | 4400 | 4842 | 4421 | 3781 | 4006 | 3552 | 3436 | 3183 |

## Administració
| Període                 | Identitat                | Partit                                         |
| ----------------------- | ------------------------ | ---------------------------------------------- |
| 1997-2002 (dos governs) | Gerardo Mannello         | llista electoral independent                   |
| 2002-2004               | comissari extraordinari  | comissari extraordinari                        |
| 2004-2007               | Andrea Menniti           | llista electoral independent                   |
| 2007-2008               | Sebastiano Cento         | comissari extraordinari                        |
| 2008-2014 (dos governs) | Giuseppe Nicola Parretta | llista electoral independent (La Vela)         |
| 2014-2016               | commissari extraordinari | commissari extraordinari                       |
| 2016-2021               | Gerardo Mannello         | llista electoral independent (Nuovi Orizzonti) |
| 2021-                   | Giuseppe Nicola Parretta | llista electoral independent (Vivi Badolato)   |

El 23 de maig de 2014, el Consell de Ministres italià va dissoldre el municipi de Badolato per infiltracions mafioses, concretament de la 'Ndrangheta.